# 先進的物流施設

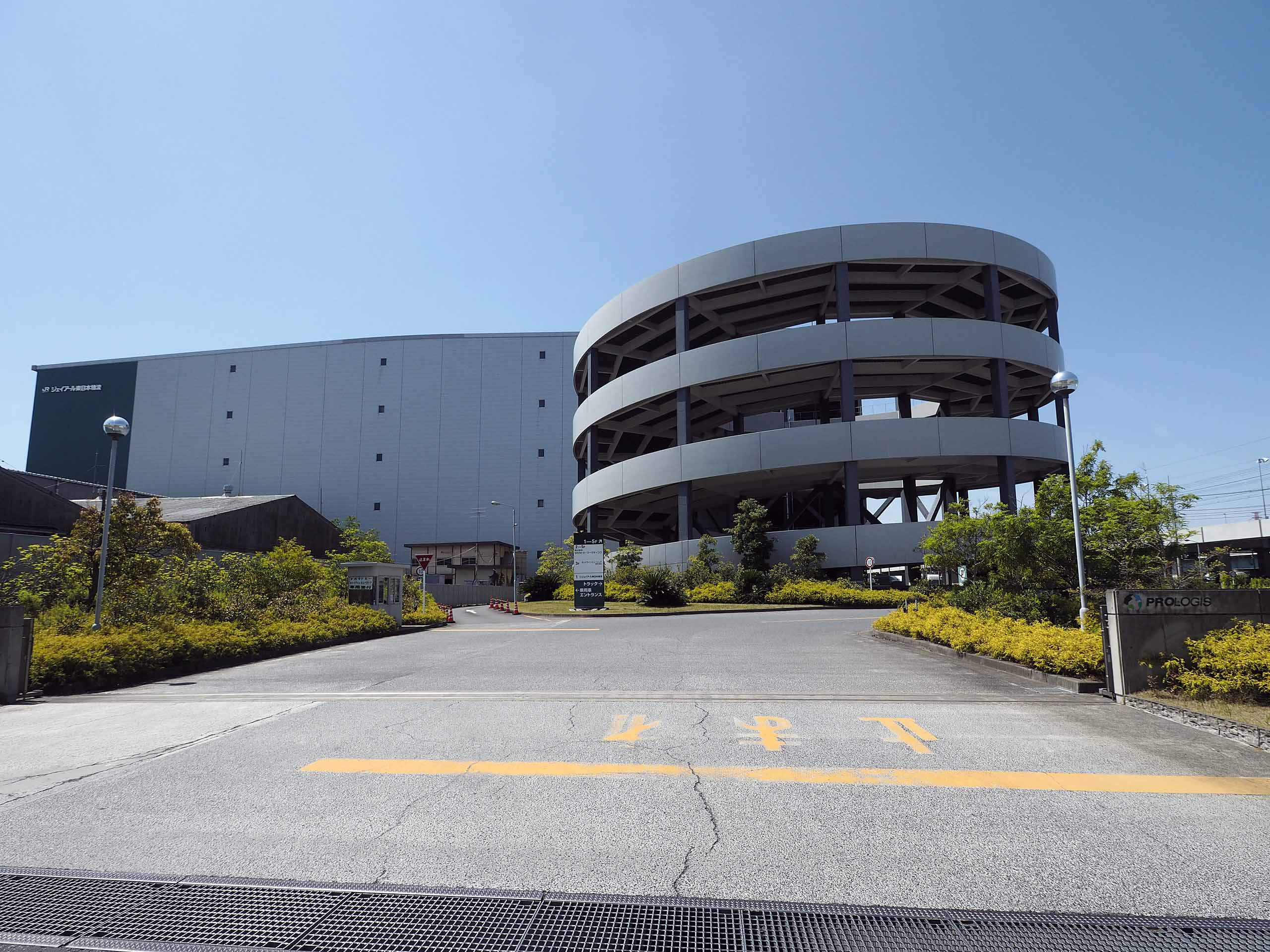
先進的物流施設である千葉県市川市にあるプロロジスパーク市川Ⅱ

先進的物流施設（せんしんてきぶつりゅうしせつ 英語：Advanced Logistics Centre, ALC. Advanced Logistics Facilitys, ALF）とは、先進的な機能を有する物流不動産（物流倉庫）のこと。海外では無人搬送車などを採用し自動化が進んだ物流施設を「スマートロジスティクスセンター」や「スマートロジスティクスパーク」などとも呼称する。

## 概要

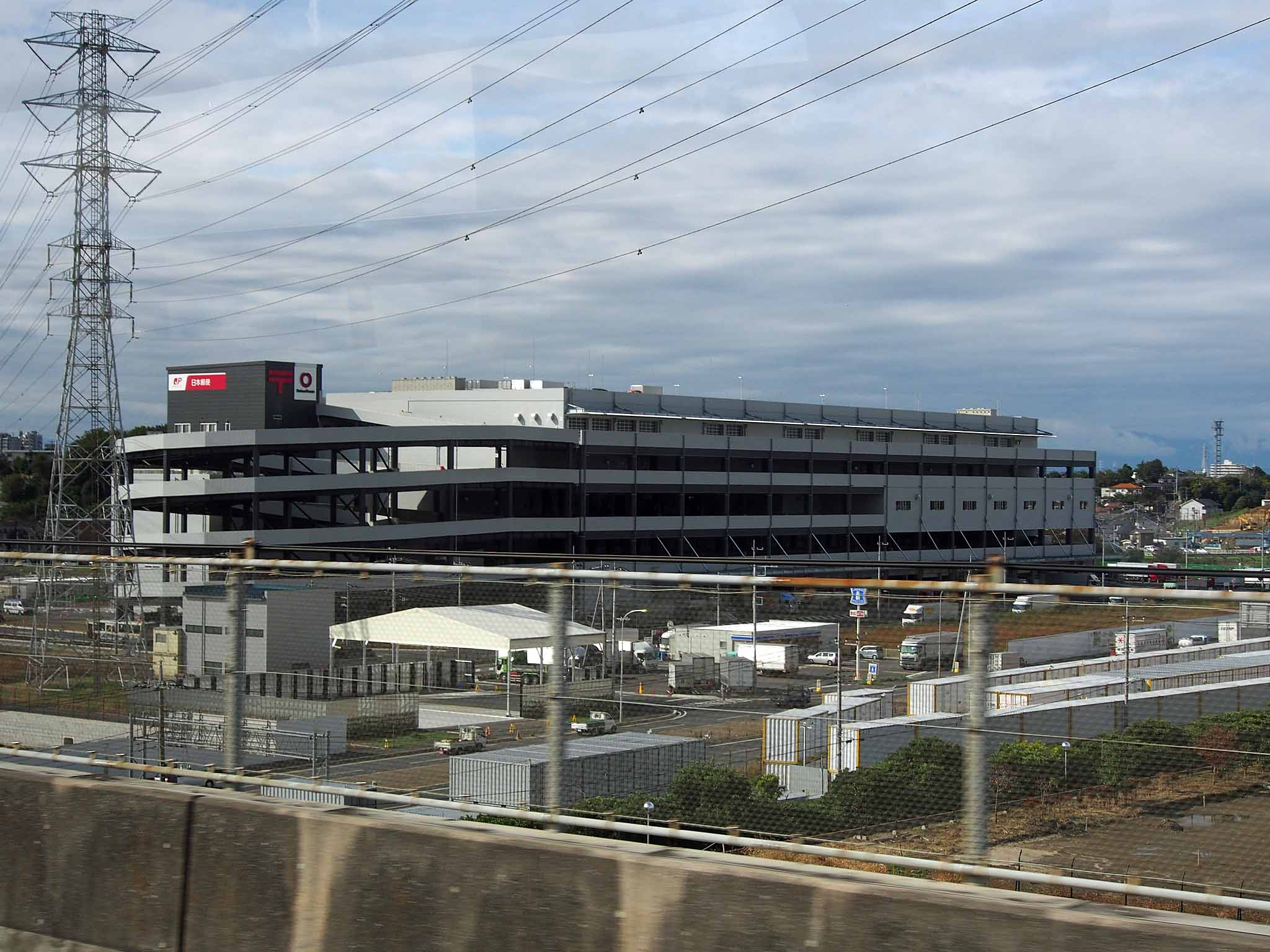
東京北部郵便局が入居する大和ハウスが運営するALC

明確な定義はないものの、物流不動産の業界においては、延床面積16,500㎡以上の大規模で、床荷重1.5t/㎡以上、有効天井高5.5m以上、柱間隔10m以上の機能を兼ね備えたものを指すことが多い。また、高速道路や幹線道路、空港や港などに隣接し、大型トラックが最上階まで上がれる構造であること、オフィス、コンビニエンスストア、休憩スペース等の従業員の快適性を重視した施設の設置や、環境面に配慮し耐震・免震性能や非常用発電機の設置などの機能を備えている倉庫を指す。日本においてはプロロジスが開発してきた仕様が業界スタンダードとなっている。大手の物流不動産プロバイダーのプロロジス、日本GLP、大和ハウス（物流不動産の御三家）が先進的物流施設の開発を推進し物流業界を牽引している。
また、類似の用語としては、プロロジスによる「Aクラス物流施設」等がある。また、CBRE等はマルチテナント型の先進的物流施設を「大型マルチテナント型物流施設（LMT = Large Multi-Tenant Properties）」と称している。
物流部門をアウトソーシングするサード・パーティー・ロジスティクス（3PL）、電子商取引（eコマース）や越境EC市場の急速な拡大など需要が高まり、投資用不動産としての人気も高まっているため、外資系企業や日系大手デベロッパーによる先進的物流施設の開発や、先進的物流施設を中心に物流不動産（物流施設）に投資するJ-REIT及び私募リート等の不動産ファンドも増えている。業界最大手であるプロロジスによれば、ALCの供給不足率はアメリカで30%、欧州で15%、日本では3%となっており、この数値から日本では拡大が見込めると期待されている。また、Eコマース企業は在庫の回転率が高く、取り扱い点数が多いロングテールモデルであることや、返品などリバースロジスティクス行うため実店舗を運営する企業よりも3倍の床面積が必要とされる。
広大な床面積を生かし、倉庫だけでなく運輸会社の営業所やデータセンター、撮影スタジオ、コールセンターとしての利用も広がっている。生産から管理、配送までを一元的に管理できるため、工場機能を組み込むハイブリッド形態も誕生しているが、用途変更や消防法への対応が容易でない所が今後の課題である。

## 防災拠点
先進的物流施設は大型で遠くからでも目立ち、建物自体堅牢性が高く、免震構造となっているため地震や台風に強く、津波などの非常時にも車両がアクセスしやすい大型スロープを備えているなど各種災害に強いうえ、屋根には非常用発電機や太陽光発電パネルが設置され、飲料水の継続供給のため地下水浄化システム、衛星電話などを備えているなど事業継続計画（BCP）を考慮した設計となっているため、災害発生時には大型の避難施設として、各避難所に対するラストワンマイル拠点として自治体との間で協定が結ばれている。

## 物流不動産市場

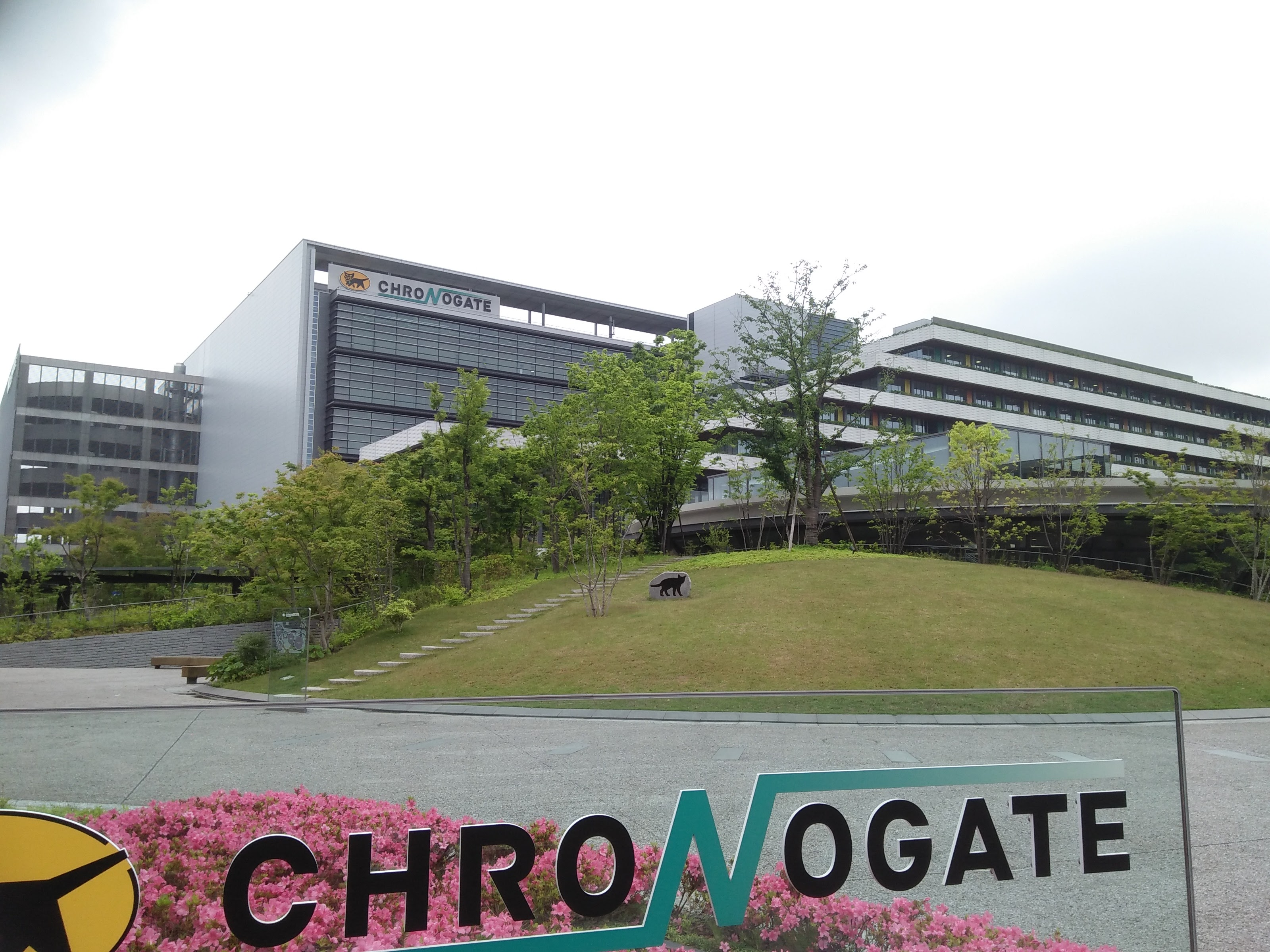
鹿島建設によって建設された日本最大級となるALC、ヤマト運輸の羽田クロノゲート

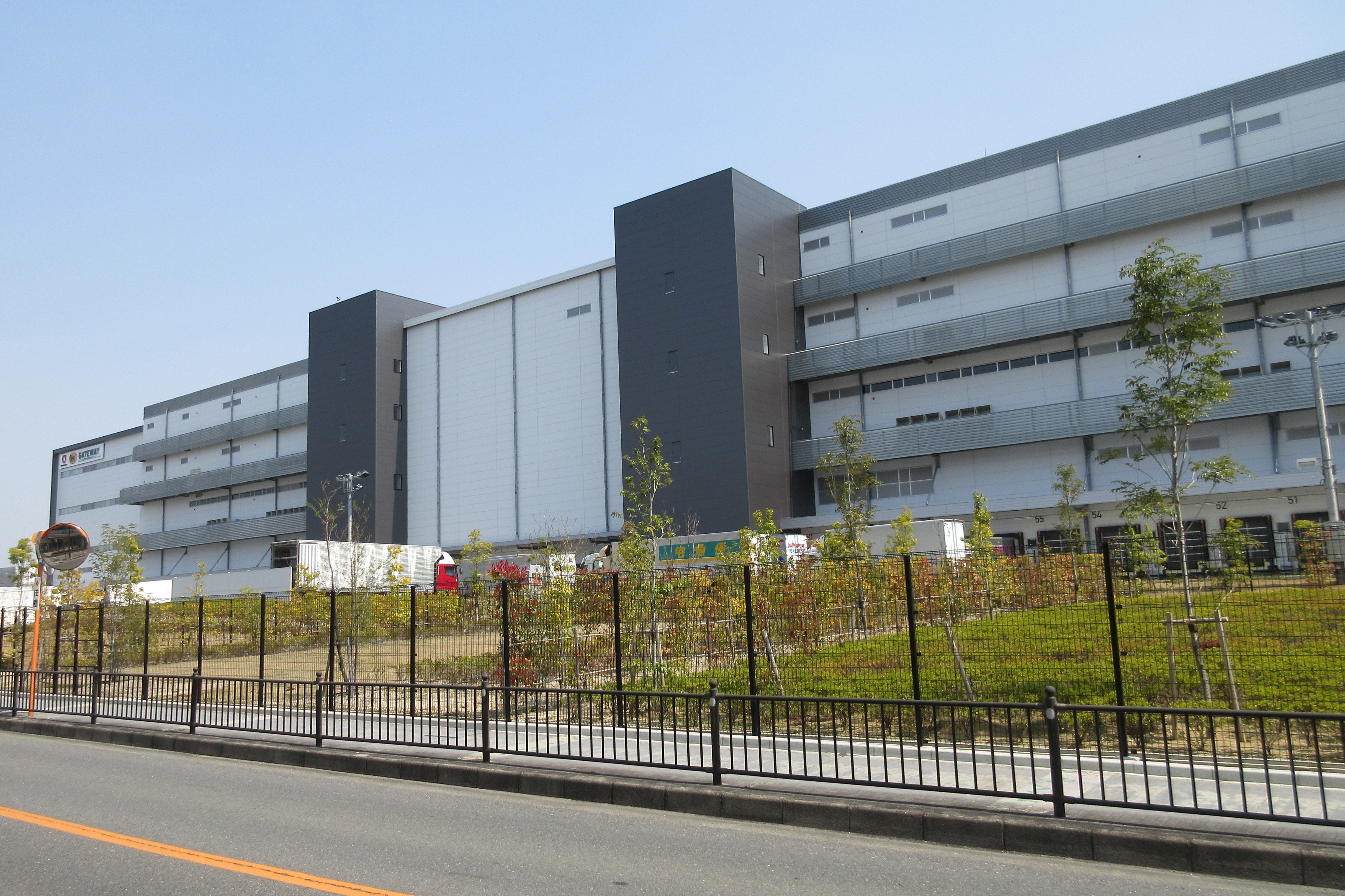
大和ハウスなど共同企業体（JV）によって建設されたヤマト運輸が入居する関西ゲートウェイ

日本の物流不動産市場について、2010年時点において物流大手の日本GLPとプロロジス（AMB含む）で、日本の物流不動産市場の床面積の51％の供給を行っていた。大手デベロッパーの三井不動産のシェア1％、ハウスメーカーの大和ハウス工業のシェアは2％程度である。
日本の物流不動産市場の主要プレーヤーと床面積シェア（2010）
| 順位 | 物件名称               | シェア |
| ---- | ---------------------- | ------ |
| 1    | GLP（日本GLP）         | 26%    |
| 2    | プロロジス             | 15%    |
| 3    | AMB                    | 10%    |
| 4    | ラサール               | 10%    |
| 5    | オリックス             | 7%     |
| 6    | 日ロジファンド投資法人 | 6%     |
| 7    | 日本レップ(グッドマン) | 3%     |
| 8    | 野村不動産             | 3%     |
| 9    | 大和ハウス工業         | 2%     |
| 10   | メープルツリー         | 2%     |
| 11   | 産業ファンド投資法人   | 2%     |
| 12   | 三井不動産             | 1%     |

## 先進的物流施設の主なブランド
「先進的物流施設」という用語は、プロロジス、GLP（GLP投資法人）、三井不動産（三井不動産ロジスティクスパーク投資法人）、住友商事（SOSiLA物流リート投資法人）等により使用されている。
先進的物流施設のブランド名
| デベロッパー名 | ブランド名           | 概要                                         |
| -------------- | -------------------- | -------------------------------------------- |
| GLP（日本GLP） | 「ALFAKINK」         | GLP ALFALINK流山の延床面積90万㎡は世界最大級 |
| プロロジス     | 「プロロジスパーク」 |                                              |
| 三井不動産     | 「MFLP」             |                                              |
| 住友商事       | 「SOSiLA」           |                                              |

## 日本の物流REIT
- 日本ロジスティクスファンド投資法人
- GLP投資法人
- 日本プロロジスリート投資法人
- 三井不動産ロジスティクスパーク投資法人
- 三菱地所物流リート投資法人
- 伊藤忠アドバンス・ロジスティクス投資法人
- CREロジスティクスファンド投資法人
- SOSiLA物流リート投資法人